# Полаєво (гміна)
Гміна Полаєво (пол. Gmina Połajewo) — сільська гміна у північно-західній Польщі. Належить до Чарнковсько-Тшцянецького повіту Великопольського воєводства.
Станом на 31 грудня 2011 у гміні проживало 6228 осіб.

## Територія
Згідно з даними за 2007 рік площа гміни становила 141.97 км², у тому числі:
- орні землі: 67.00%
- ліси: 27.00%

Таким чином, площа гміни становить 7.85% площі повіту.

## Населення
Станом на 31 грудня 2011:
| Опис     | Загалом | Загалом | Чоловіки | Чоловіки | Жінки | Жінки |
| -------- | ------- | ------- | -------- | -------- | ----- | ----- |
| одиниця  | осіб    | %       | осіб     | %        | осіб  | %     |
| все      | 6228    | 100     | 3155     | 50.66    | 3073  | 49.34 |
| міське   | 0       | 100     | 0        |          | 0     |       |
| сільське | 6228    | 100     | 3155     | 50.66    | 3073  | 49.34 |

## Сусідні гміни
Гміна Полаєво межує з такими гмінами: Любаш, Обжицько, Оборники, Ричивул, Чарнкув.